# Charles Saint-Venant (1868-1926)
Pour les articles homonymes, voir Saint-Venant (homonymie).
Charles Eugène Saint-Venant, né le 23 avril 1868 à Lille (Nord) et décédé le 16 mai 1926 dans la même ville, est un homme politique français.

## Biographie
Mis en apprentissage chez un confiseur dès sa dixième année, Charles Saint-Venant prend part en 1883 à la création du premier syndicat des ouvriers confiseurs de Lille.
Il conquiert un siège de conseiller d'arrondissement en 1904, puis de conseiller général du Nord en 1907. En revanche c'est en vain qu'il tente, en 1910, puis en 1914, de s'emparer du siège de député de la 1re circonscription de Lille, alors occupé par Vandame.
Aux élections législatives de 1919 il figure sur la liste socialiste. Bien qu'il n'y occupe que la vingt-et-unième place sur vingt-trois candidats, sa popularité personnelle lui vaut de compter parmi les neuf élus socialistes. Il est d'ailleurs élu la même année au conseiller municipal de sa ville natale, dont il sera maire adjoint.
Il est réélu en 1924 sur la liste de la S.F.I.O., à laquelle il est resté fidèle après la scission de Tours. Mais la mort le surprend en cours de mandat, le 16 mai 1926.